# La Chapelle-du-Bois
La Chapelle-du-Bois – miejscowość i gmina we Francji, w regionie Kraj Loary, w departamencie Sarthe.
Według danych na rok 1990 gminę zamieszkiwały 643 osoby, a gęstość zaludnienia wynosiła 39 osób/km² (wśród 1504 gmin Kraju Loary La Chapelle-du-Bois plasuje się na 758. miejscu pod względem liczby ludności, natomiast pod względem powierzchni na miejscu 715.).